# Akratopege
Akratopege so mrzle zdravilne slatine, ki imajo temperaturo do 20 stopinj Celzija ter manj kot 1 g raztopljenih soli v enem litru vode.
Uporabljajo se za pitje in kopeli.